# Гордана Перуновић Фијат
Гордана Перуновић Фијат (Кикинда, 1960) је правница, књижевница и новинарка, као и мировна активисткиња и феминисткиња.
У свом богатом професионалном животу, Горадна Перуновић Фијат је текстове објављивала у локалним и републичким медијима; у Хелсиншкој повељи, Републици, Kикиндским новинама, ревији „Дечко”, „Блицу”, као и у зборнику „Мултиетнички идентитет Војводине”.
Њен друштвено - политички ангажман подразумевао је ангажовање на питањима родне равноправности, насиља према женама, женски мировни активизам  и сарадању са Женама у црном, као и права ЛГБТ особа. Истовремено, као чланица Лиге социјалдемократа Војводине (ЛСВ), била је активна и у политичком животу у Кикинди и Војводини.
Објавила је четири романа.

## Биографија
Гордана Перуновић Фијат је рођена је 1960. године у Кикинди. У родном граду је завршила основну и средњу школу. Дипломирала је 1983. године на Правном факултету Универзитета у Новом Саду.
Од 2006. године чланица је Независног друштва новинара Војводине.
Годинама је радила на локалном радију „Радио Kикинда”, где је водила својевремено врло популарну емисију „Стазама здравља”. Од 1997. до 2001. године била је сарадница београдског часописа „Република“, од 1999-2009. године сарађивала је са  часописом „Хелсиншка повеља“.
Од 2007. године, као уредница Говорно-трибинског програма у Kултурном центру Kикинда организовала је програме „Анатомија људске креативности”, „Kњижевни понедељак” и трибине различите тематике у сарадњи са Војвођанском политиколошком асоцијацијом и Независним друштвом новинара Војводине док је локална власт није отпустила.

## Друштвено-политички ангажман
Гордана Перуновић Фијат је и чланица је удружења „Женска алтернативна радионица” од оснивања 1998. године, Центра за подршку женама од њеног оснивања 2004. године и удружења грађана „Солидарност” од оснивања 2008. године.
Чланица ЛСВ је постала 2002. године, а 2008. године је била одборница у Скупштини општине Кикинда, као и председница Савета за равноправност полова СО Кикинда.
Активисткиња је организације Да се зна! која се бави правном и психолошком подршком ЛГБТ+ особама.
Гордана је током 2019. године била у жижи јавности због учешћа у кампањи „Не одричем се” акцијом давања огласа у једном београдском листу у коме наводи да се не одриче своје деце ни по коју цену и ни због ког разлога, као и да одобрава сваку њихову одлуку кога ће волети. Акција је за циљ имала едукацију друштва и охрабривање родитеља да прихвате своју ЛГБТ+ децу и подрже их да буду оно што јесу.

## Објављени романи
- Роман „Земља оштрих зуба” (2002)[11]
- Роман „Дубље од ноћи” (2008)[12][13]
- Роман „Браћа Авари” (2018)[14]
- Роман „Hotel Avgust" (2022)[15]

## Драмски текст
- Мулаткиња из Кордове[16]

## Реализовани пројекти
- „Самоорганизовање самохраних мајки”
- „ЖАР у локалној заједници”, два циклуса
- „Медији у акцији 16 дана активизма против насиља над женама”
- „Сигурни женски простор”
- „СОС телефон у Kикинди”[3]